# دلزي
دلزي هي قرية في مقاطعة سلماس، إيران. عدد سكان هذه القرية هو 2,020 في سنة 2006.